# 김일성 가짜설
김일성 김성주설(金日成 金成柱說) 또는 가짜 김일성설은 조선민주주의인민공화국 김일성 주석, 본명 김성주(金成柱)가 실제 독립운동가 김일성과 별개의 인물이라는 주장이다. 즉 마적단 두목이었다가 소련군의 장교가 된 김성주가 다른 인물인 독립운동가 김일성의 공헌을 가로채 김일성 행세를 하였다는 주장이다. 김일성은 소련군에 가담했으며 북조선의 김일성은 가짜 독립운동가라는 미 군정의 극비문서가 존재하였으나 훗날 해당 문서의 초기 내용과 다른 방향으로 수정되었다. 그러나 이는 당시 미소 공동위원회 등 주변 정치적 상황을 고려한 때문으로, 실제로 미국 CIA에서는 1950년 김일성을 가짜로 판단하고 소련에 의해 그가 만들어지는 과정을 자세히 분석, 서술한 문건이 최근 공개되었다.

## 배경

### 김일성 김성주설과 남북 관계
김일성 김성주 별개 인물설은 과거 대한민국에서 반공교육을 통해서 거의 확실한 것으로 인식되어 왔다. 여러 정황과 증거로 봤을 때 김성주와 김일성은 동일인물로 추정된다. 하지만 냉전시대 남북간의 체제 경쟁에서 김일성의 항일 무장 투쟁 경력을 부담스러워한 우익세력이 김일성의 경력을 깎아내리려고 유포시켰다는 주장이 있었고 이는 1998년 남한 최초로 이루어진 여·야 정권교체 후부터 더욱 활발히 이루어졌다. 해방 정국 당시의 역사 기록을 보면, 남한 정부 수립 이전에도 이미 다수가 가짜 김일성설을 인식하고 있었다는 것은 쉽게 증명된다.
하지만 이에 대해서 북조선의 김성주가 김일성이란 이름으로 활동하였다는 점에 대해서 남북 학자들은, 중화인민공화국과 국교 수립 이후 만주 지역 조사와 타도제국주의동맹에서 활동했던 김일성의 동료들의 증언 등, 여러 가지 평가를 미루어 볼 때, 김일성이 가짜 독립운동가라는 주장은 사실상 근거가 없는, 낭설이라고 평가하는 의견이 우세해졌다.

### 김성주의 개명(改名)
김일성의 본명이 김성주였다는 것은 사실이나, 김성주가 김일성이라는 이름을 사용하기 시작한 때가 언제인지는 확실하지 않다. 김일성(김성주)의 회고록으로 알려진 《세기와 더불어》 2권 106쪽부터 자세히 나타나 있다.
1930년 초 김성주가 활동하던 지역에서 김혁이란 사람이 노래를 지어 보급하곤 했는데, 그 노래 가운데 하나가 “조선의 별”이란 곡이었다. 여기서 조선의 별이란 다름 아닌 자신들을 지칭하는 뜻이기에 엄하게 꾸짖었다고 회고하고 있다. 그럼에도 불구하고 김혁을 비롯한 동지들은 자신을 조선의 별이란 의미에서 김성주를 “한별이”라고 불렀고, 나중에 “一星”으로 바뀌고, 다시 “日成”으로 고쳐 부르자고 주변 공산주의자들이 결의하게 되었다고 한다. 또한 공식 출판물에 김일성으로 소개된 첫 기록은 1931년 봄 고유수에서 군벌에게 체포되어 20일가량 옥살이를 하면서부터라고 한다. 여기에서 김성주가 김일성으로 불리게 된 내력은 김성주의 결정이 아니라, 그의 뜻과 무관하게, 주위에서 부르게 되었다고 주장하고 있다.

## 이명영의 주장과 ‘김일성 가짜설’의 맹점
다음 내용은 ‘김일성 가짜설’을 주장한 이명영 교수의 연구 내용에 기반하고 있으며, 이 입장은 학계 다수의 입장과 상반된 것이다. 이명영 교수의 맹점은 다음과 같다.
1. 교차 검증이 불가능한 언론 보도를 중심으로만 사태를 파악하고 있다. 당시 일본 제국이 파악하고 있던 항일 유격대원은 극히 소수였으며, 정보가 부정확한 경우도 상당히 존재하였다. 또한, 당시 언론 보도는 일본 제국의 통제하에 있었으며, 특히, 만주 항일 운동에 관한 기사문에는 허위 정보가 상당했다. 따라서, 교차 검증이 힘든 당시 언론에만 당위성을 두고 서술한다는 점에서 이명영의 주장은 학계에서 인정되지 않고 있다.
2. 자료 해석에서 주관적 해석이 상당 부분 존재한다. 어떠한 다수의 역사적 사실을 연결할 때, 충분히 모순 관계의 고려 없이 무리한 추정을 시도하였다.
3. 이명영이 ‘진짜 김일성’이라고 지목한 수많은 인물에 대한 실증적 활동 기록이 전혀 존재하지 않는다. 즉, 이명영이 김일성이라고 지목한 여러 인물이 어떠한 활동을 했으며, 실제 구체적 정보가 어떤지에 대한 추가적인 근거가 전혀 존재하지 않는다.

### 김일성 가짜설의 북한의 김일성과 '진짜' 김일성에 관한 이명영의 연구

#### 김일성 가짜설이 나오게 된 정확한 배경
북한 김일성의 진위에 대해 논하려면 우선 가짜설의 정의부터 명확히 해야만 시비를 정확히 가릴 수 있다. 그가 항일투쟁을 한 것은 사실이니 가짜가 아니라거나, 일제시대에 김일성 이름을 쓴 적이 있으니 가짜가 아니라는 주장은 문제를 교묘하게 왜곡하는 것이다. 그가 가짜라는 주장이 처음 나온 것은 1945년 10월 14일 평양의 대중앞에 김일성 장군을 자칭하며 나섰을 때이다. 청중들 태반은 김일성보다 연상이었을텐데 어디서 무얼 하던 누구인지 모르는 33세의 젊은 사람이 자신들이 어릴 때부터 익히 명성을 들어왔던 김일성 장군이라고 하니 나이가 맞지 않는 것이 자명하므로 가짜라 한 것이다. 청중들은 그가 무슨 항일투쟁을 했는지, 이름은 무얼 썼는지 알지 못했으므로 이런 것들은 문제가 아니고, 그가 청중들이 일찍부터 이름을 들어 알고 있던 그 김일성 장군이 맞느냐가 문제의 본질이다.
김일성 이름이 유명해진 것은 1937년의 보천보 사건 때부터라고 주장하면서 북한 김일성이 그 사건의 당사자가 맞으므로 진짜가 맞다고 주장하는 이들도 상당수 있다. 그러나 해방 당시 보천보 사건 자체나, 그 사건의 주역 6사장 김일성이 1937년 11월 전사했다고 다수 언론에 보도된 것을 기억하는 사람도 거의 없었다. 물론, 이 보도 하나로 토벌을 진행하던 만주국군 토벌대가 실제로 김일성을 사살했는지는 정확히 알 순 없다. 그 당시 만주국 치안대는 항일 격전지에서 공비의 수괴가 토벌됐다고 선전하는 식의 공작 활동을 벌이기도 했기 때문이다.
동아일보 취재단이 김일성이 일제와 맞서 싸웠다는‘보천보 전투 금 인쇄 원판’을 김정일 국방위원장에게 1998년 10월26일 선물로 준 사실이 확인됐다.
보천보 전투는 1937년 김일성 전주석이 중국에서 항일운동을 하다가 국내에서 처음으로 일본군과 싸운 것으로 북측에서는 “조국 땅에서 울린 첫 총성”이라며 큰 자랑으로 여기고 있다. 국내에서는 김 전주석이 항일운동을 했느냐의 여부로 논란이 있지만, 동아일보는 보천보전투 소식을 다룬 자사의 신문기사를 금 1.2킬로그램을 들여 원판으로 제작해 선물로 바친 것이다. 보천보전투가 규모가 큰 게 아니었지만 당시 동아일보가 보천보전투를 다룬 호외를 2번이나 발행하면서 김일성이 전국적으로 유명인사가 됐다. 일제 탄압이 극심하던 당시 만주에 근거지를 둔 빨치산 부대의 첫 국내 진공작전이었으니 그만큼 조선민들의 마음에 크게 다가왔고 일제에 충격을 준 화제가 된 전투였던 것이다. 그 시점에 우파 민족주의 진영은 유명인사들이 상당수 친일로 변절하던 시기였다.
반전설적인 김일성 장군의 이름은 1919년 3.1운동 무렵에도 퍼져 있었다는 증언이 있고, 적어도 1920년대 초에는 광범위하게 퍼져 있었다. 평양의 집회에 모였던 사람들이 눈앞의 김성주가 보천보 사건의 주역 김일성이 아니라고 가짜라 한 것이 아니라 어릴 적부터 익히 이름을 들어왔던 반전설적인 김일성 장군으로 보기에는 나이가 맞지 않았기 때문에 가짜라고 한 것이다.

#### ‘전설의 김일성 장군’의 명성과 북한 김일성
북한 김일성이 전설의 김일성 장군의 명성을 훔친 가짜라는 것은 근래에 발굴된 해방 직후부터 평양에 김일성이 등장하기 전 2개월간 김일성 이름이 나오는 기록들에서 밝혀진다. 해방 이튿날인 8월 16일부터 서울과 전국 도처에 "동진공화국(東震共和國)이 수립되며, 대통령 이승만, 총리대신 김구, 육군대신 김일성(金日成), 외무대신 여운형, 기타 미정" 등의 내용이 든 출처불명의 벽보와 비라가 나돌았다.

9월 6일 발표된 조선인민공화국(朝鮮人民共和國) 전국인민위원(全國人民委員) 55명 명단에도 이승만, 김구와 함께 김일성도 들어 있다. 또 잡지 선구(先驅) 1945년 12월호에 발표된 대통령과 각료 적임자에 대한 여론조사에서 군무부장 적임자로 김일성이 최다득표(309표 32%)를 하기도 했다.

그러나, 이러한 것은 북한의 김일성이 가짜라는 근거가 되진 못 한다. 여기서 나오는 김일성은 당시 소련군 진지첸(Цзин Жи Чен, Jing Zhichen) 대위였던 북한 김일성일 수 있고, 동시에 김일성 가짜설이 사실이라는 전제를 할 때는, 소련 육군 대위인 그 김일성과는 다른 김일성일 확률도 존재한다. 전자의 경우가 타당성을 갖는 이유는, 김일성 가짜설이 사실이 아니라는 전제 하에선 김일성이 소련 국경으로 피신하기 전에 행했던 항일 활동이 사실이고, 그의 업적이 이미 국내에 알려진 상태였다면, 북한의 김일성과 동진공화국 선전물에서 나오는 김일성이 충분히 동일 인물일 확률이 존재한다. 정관해(鄭觀海)의 관란재일기(觀瀾齋日記) 1945년 8월 17일자에는 동진공화국 외무대신이 김일성이라는 소문을 기록하였고, 8월 26일자에는 "김일성군은 말타고 하루 500리를 달릴 수 있으며, 그 정예하기가 비할데 없다고 한다.[金日成軍, 一日能驅五百里, 其精銳無比云]"라 했다. 

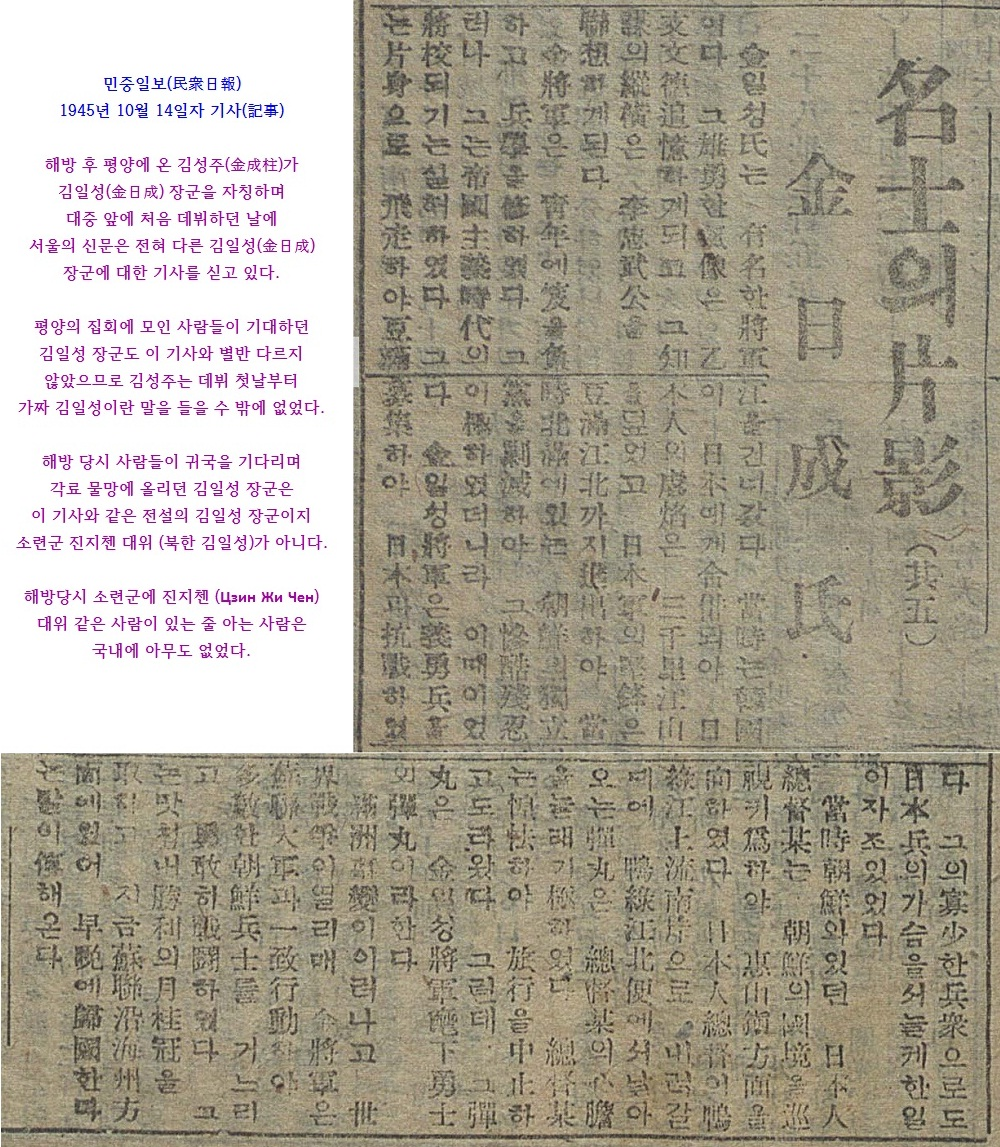
해방당시 국민들이 귀국을 기다리던 유명한 전설적 김일성 장군에 대해 보도한 민중일보 1945년 10월 14일자 1면 기사. 이날은 평양에 온 김성주가 김일성 장군을 자칭하며 대중 앞에 처음 나선 날이지만 서울의 신문은 전혀 다른 김일성 장군에 대해 보도하고 있다. 이날 평양 집회에 모인 사람들이 기대했던 김일성 장군도 이 기사와 별반 다르지 않았으므로 김성주는 데뷔 첫날부터 가짜 소리를 듣게 된 것이다.

또 민중일보 1945년 10월 14일자는 해외의 독립운동 지사를 소개하는 연재기사에 이승만, 김구에 이어 5번째로 김일성을 소개하면서, 을지문덕, 이순신에 비견되는 유명한 장군이며, 일본군 장교 교육과정(일본 육사)을 이수했으나 독립운동에 나섰고, 그 부하가 압록강 일대를 순시하던 조선 총독을 저격한 일도 있다고 하였다.
명사(名士)의 편영(片影) (其五) : 김일성씨(金日成氏)
金일성氏는 유명(有名)한 장군(將軍)이다. 그 웅용(雄勇)한 기상(氣像)은 을지문덕(乙支文德) 추억(追憶)하게 되고 그 지모(知謀)의 종횡(縱橫)은 이충무공(李忠武公)을 연상(聯想)하게 된다.
김장군(金將軍)은 청년(靑年)에 급(笈)을 부(負)하고 병학(兵學)을 수(修)하였다. 그러나 그는 제국주의시대(帝國主義時代)의 장교(將校)되기는 실허하였다. 그는 편신(片身)으로 비주(飛走)하야 두만강(豆滿江)을 건너갔다. 당시(當時)는 한국(韓國)이 일본(日本)에게 합병(合倂)되야 일본인(日本人)의 학염(虐焰)은 三千里 江山을 덮었고 일본군(日本軍)의 견봉(堅鋒)은 두만강북(豆滿江北)까지 진출(進出)하야 당시(當時) 북만(北滿)에 있는 조선(朝鮮)의 독립당(獨立黨)을 초멸(剿滅)하야 그 참혹잔인(慘酷殘忍)이 극(極)하였더니라. 이때이었다. 金일성 장군(將軍)은 의용병(義勇兵)을 모집(募集)하야 일본(日本)과 항전(抗戰)하였다. 그의 과소(寡少)한 병중(兵衆)으로도 일본병(日本兵)의 가슴을 서늘케한 일이 자조 있었다.
당시(當時) 조선(朝鮮) 와있던 일본인(日本人) 총독 모(總督 某)는 조선(朝鮮)의 국경(國境)을 순시(巡視)키 위(爲)하야 혜산진(惠山鎭) 방면(方面)을 향(向)하였다. 일본인(日本人) 총독(總督)이 압록강(鴨綠江) 상류(上流) 남안(南岸)으로 내려갈 때에 압록강(鴨綠江) 북편(北便)에서 날아오는 탄환(彈丸)은 총독 모(總督 某)의 심담(心膽)을 놀래기 극(極)하였다. 총독 모(總督 某)는 황겁(惶怯)하야 여행(旅行)을 중지(中止)하고 도라왔다. 그런데 그 탄환(彈丸)은 金일성 장군(將軍) 휘하(麾下) 용사(勇士)의 탄환(彈丸)이라 한다.
만주사변(滿洲事變)이 이러나고 세계전쟁(世界戰爭)이 열리매 김장군(金將軍)은 소련대군(蘇聯大軍)과 일치행동(一致行動)하야 다수(多數)한 조선병사(朝鮮兵士)를 거느리고 용감(勇敢)히 전투(戰鬪)하였다. 그는 맛침내 승리(勝利)의 월계관(月桂冠)을 취(取)하고 지금 소련(蘇聯) 연해주(沿海州) 방면(方面)에 있어 조만(早晩)에 귀국(歸國)한다는 말이 전(傳)해 온다.
《민중일보(民衆日報) 1945.10.14》

이 날은 공교롭게도 평양에 온 김성주가 김일성 장군이라 자칭하며 대중 앞에 처음 나선 날이지만, 서울의 신문은 전혀 다른 김일성 장군에 대한 기사를 싣고 있다.
실제로 압록강 일대를 순시하던 사이토 마코토(齋藤實) 총독을 저격한 사건이 1924년 5월 19일에 있었는데, 나중에 다른 사람이 한 일로 밝혀지지만, 이명영의 저서에선 이 사건이 항간에는 김일성 장군이 한 일로 소문이 나돌았다고 전한다. 당시는 1921년의 갑산군 함정포(含井浦) 사건 등 국경 근처에서 일어나는 어지간한 사건은 으례 김일성 장군의 소행으로 소문이 났다고 한다. 이 기사는 김일성 장군의 이름은 1937년 보천보 사건 때부터가 아니라 1920년대 초에도 이미 유명했다는 증거이기도 하다. 이 때문에 평양에 온 33세의 김성주가 김일성 장군을 자칭했을 때 사람들이 나이가 맞지 않는다는 것을 금방 알아보고 가짜라 했다는 것을 알 수 있다. 소련군 진지첸 대위가 유명한 김일성 장군을 자칭하며 평양의 대중들 앞에 나타나기 전에는 국내에서 소련군에 그런 인물이 있는 줄 아는 사람은 아무도 없었고, 누구도 어디서 뭘 하던 사람인지 모르는 낯선 사람에 불과했다. 안중근 의사의 조카인 임시정부 선전부 비서 안우생(1907~1991)도 1945년 12월 5일의 기자회견에서 김일성씨는 상당한 고령이며, 평양에 와 있는 33세의 청년 김일성은 어떤 사람인지 모른다고 하였다.

#### 소비에트 연방 군정 내 일부 당사자들의 증언
해방 후 공개적으로 귀국하여 곧바로 활동을 시작한 이승만, 김구와 달리 김성주는 9월 19일 비밀리에 원산항으로 입북하여 평양으로 왔고, 연해주 사령부의 스티코프(Terentii  Shtykov, 1907-1964) 중장은 평양의 레베데프 (Nikolai Lebedev, 1901~1992) 소장에게 김일성을 당분간 인민들에게 노출시키지 말고 물밑에서 은밀히 정치훈련을 시키라고 지시했다. 김일성은 김영환(金英煥)이란 가명으로 한 달 가까이 잠행하며 민심을 살피다 10월 14일에야 공개석상에 등장했다. 이런 일은 김일성 본인이나 소련군정이 그가 국내에서 무명이라는 것을 잘 알고 있었다는 증거이며, 무명인사가 대중앞에 지도자로 나서기 위해서는 치밀한 사전 준비가 필요했던 것이다. 

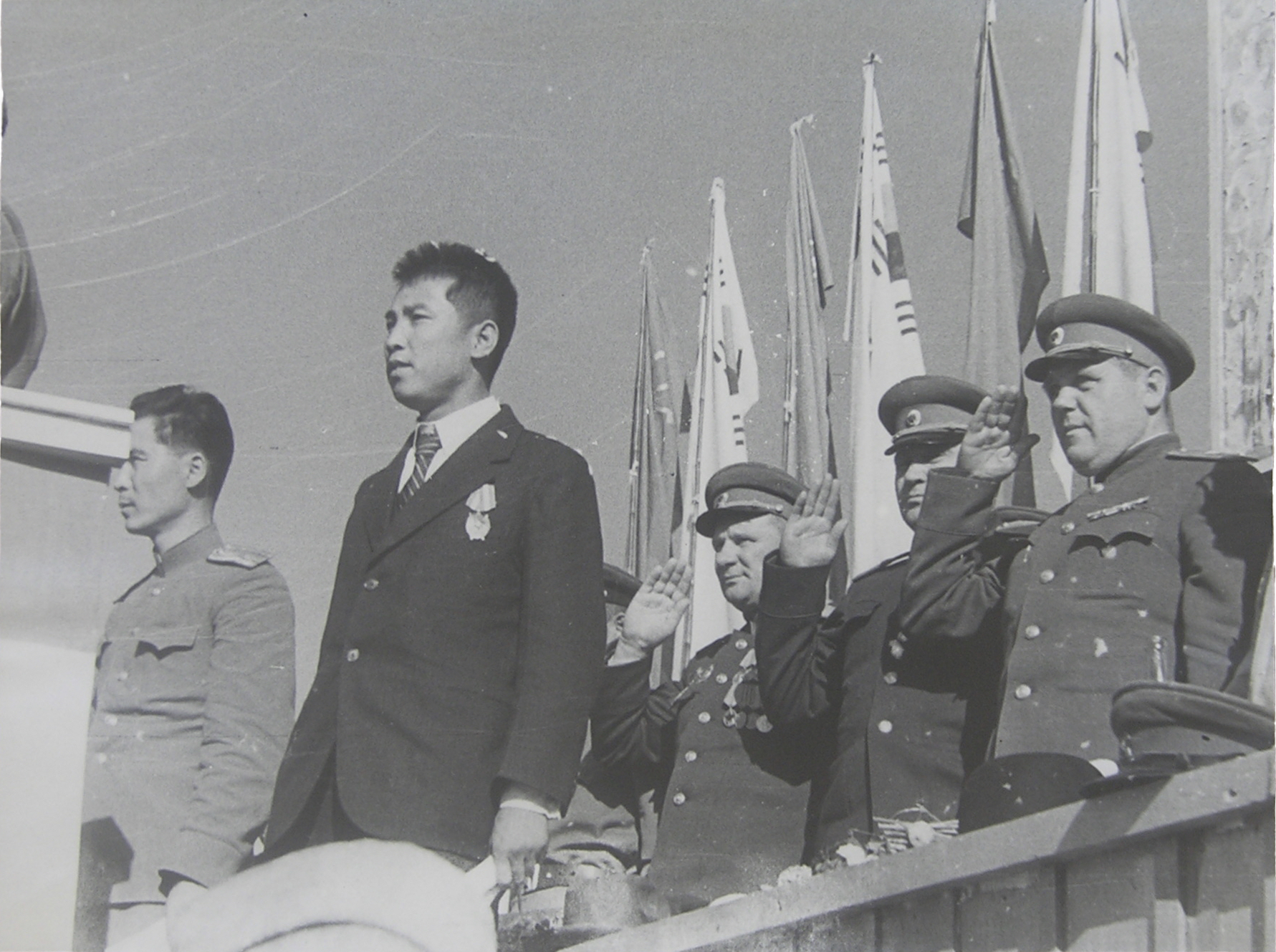
1945년 10월 14일 '평양시 민중대회'에서 처음으로 대중들 앞에 모습을 드러낸 김일성. 뒤의 소련군 장성들 중 맨 오른 쪽이 레베데프 소장이다. 그는 당시 무명의 김일성을 지도자로 내세우기 위해 민족 영웅으로 조작하는 과정에서 조선인민들이 전설적 항일 영웅 김일성 장군의 귀환을 기다린다는 것을 알고 가짜 김일성 장군 행세를 하게 했다고 1991년에 증언했다.

 박길용의 《김일성 외교비사》에 따르면, 당시 소련군정은 조선인들이 유명한 항일영웅 김일성 장군의 귀국을 기다린다는 것을 알고, 사실상 무명인사였던 김성주를 북한 지도자로 만들기 위해 그를 항일영웅으로 부각시키는 방편으로 김일성 장군의 이름을 사칭하는 방안을 생각해 내었고, 소련군정을 총지휘하던 스티코프도 이 아이디어를 극구 칭찬했다고 소련군정 정치 사령관이었던 레베데프 소장이 후일 증언했다고 나온다. 박길용이 주장한 당시 일에 대한 레베데프 소장의 증언문은 아래와 같다.
만약, 위의 내용이 실려진 『김일성 외교비사』가 충분히 신뢰성이 높은 서적으로 인정된다면, 북한에 존재한 김일성은 1920년대의 김일성이 아니라는 사실은 명백해 보인다. 그러나, 『김일성 외교비사』에 담겨진 김국후와 박길용 주장이 과연 일방적으로 수용할 수 있을 만큼 신뢰성이 있느냐에 관해선 아직 학계에서 논란 중이다. 심지어, 이 비사를 참고한 전문적인 논문이 존재하지 않는다는 점을 보아, 크게 연구가 되지 않은 것으로 보인다. 또한, 레베데프 소장의 주장에 의하면 오히려 김일성은 만주에서 항일빨치산 운동에 가담한 사람이라는 걸 알 수 있다. 동시에, 여기서 그는 김일성이 평양으로 오기 전에 풍문으로 떠돌던 그 김일성이 아니라고 확신을 하지도 않았다.
소련군정 당시 KGB 장교로 김일성 지도자 만들기 공작에 간여했던 레오니트 바신(Leonid Vassin, 1915~?)도 후일 유사한 내용의 증언을 했다.
김(일성)의 이름이 전설적인 공을 세운 연상(年上)의 게릴라와 연관되어 있어 많은 사람들이 그가 완전한 사기라고 의심했으므로, 다음 단계는 김의 이미지를 좋게 만들어 내는 것이었다. "우리는 조선의 지도자로 일하는데 도움이 되도록 그를 영웅의 지위로 끌어 올렸다."고 Vassin은 말한다. " 우리는 그가 진짜이며, 백두산의 호랑이인 것을 증명해야 했다. 우리는 만경대 마을에서 그의 친척들을 찾아내야 했고, 또 남한에 퍼져있는 그가 진짜 김일성이 아니라는 소문도 불신하도록 만들어야 했다. 우리는 그가 모국을 해방시킨 맹활약한 전사인 것을 증명해야 했다."
[Jasper Becker,  "Rogue Regime : Kim Jong Il and the Looming Threat of North Korea" (Oxford University Press, 2005) p.51.]

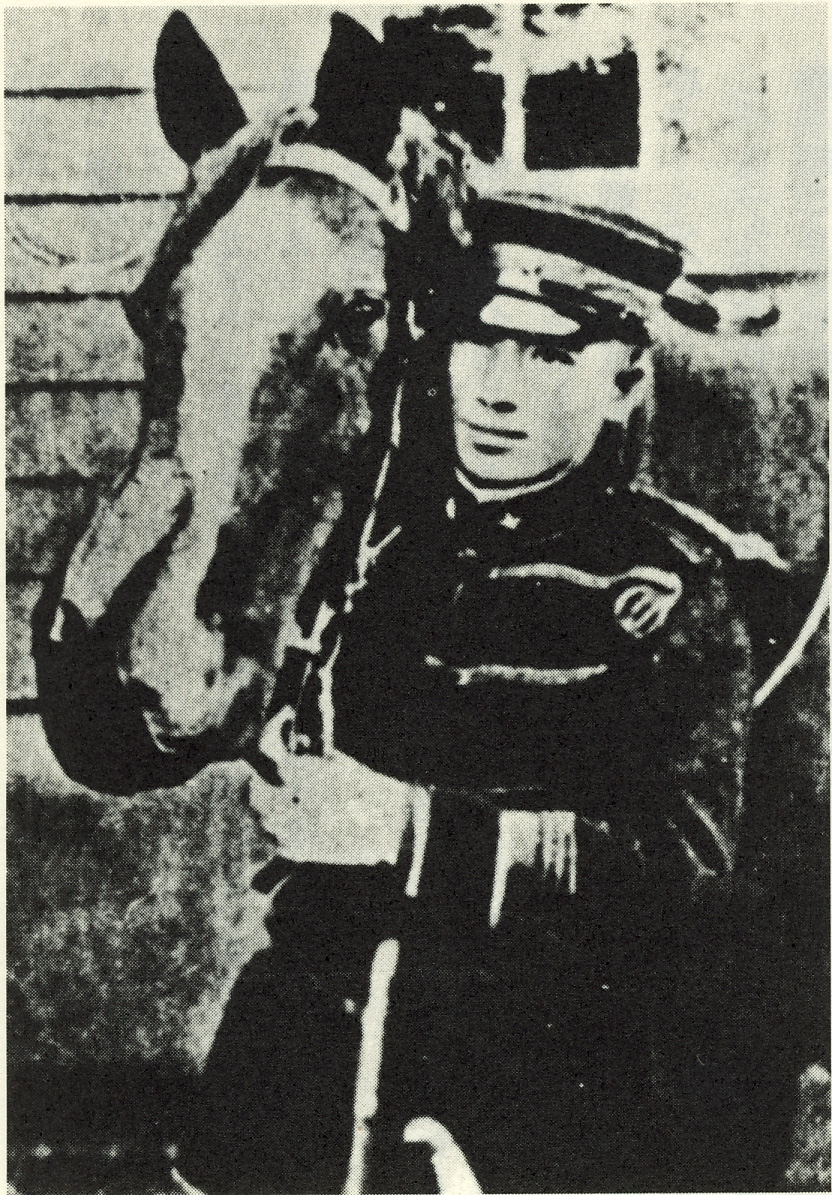
일본 육사를 졸업하고 백마를 타고 다녔다는 전설의 김일성 장군의 모델인 김경천(金擎天, 1888~1942) 장군. 『고헌실기약초(固軒實記畧抄)』에 김경천은 김일성(金日成)씨의 초명(初名)이라 하였고, 그가 김일성의 이름으로 지은 시가 나온다.

그러나 이러한 주장이 곧 북한 김일성이 항일게릴라를 사칭한 김일성이라는 뜻과 같은 것은 아니다. 해방 후 김일성이 대중 앞에서 모습을 드러냈을 때, 대중들은 당시 등장한 김일성이 진짜 김일성인지 의심하였으며, 북한 김일성이 진짜 항일게릴라 활동을 한 인물이건, 아니건 소련군정 입장에서는 대중에게 보인 북한 김일성이, 실제로 항일게릴라 활동을 한 김일성이란 것을 각인시켜야 했기 때문이다.

#### 북한 김일성이 실제 썼던 이름은?
북한 김일성은 만주 빨치산 시절 1938년 이후와 소련군에서 한자로 金日成이란 이름을 쓴 것이 확인되나, 러시아어로는 김일성 아닌 중국발음 진지첸(Цзин Жи Чен, 또는 Цзин Жичэн, Jing Zhichen)으로 적었다. 해방 전 88여단 시절 김일성 대대의 통역관이었고, 6.25 때 인민군 작전국장을 지낸 유성철(兪成哲, 1917-1995)은 보천보 사건을 일으킨 김일성(金日成)이 1937년 말 전사하자 그후부터 김성주가 김일성 이름으로 활동하며 공을 가로챘다고 하였다.
해방후 원산항으로 입북할 당시에는 자신을 본명 김성주로 소개했고, 또 평양에 온 초기에는 김영환(金英煥)이란 가명으로 행세했으므로, 국내 사정을 파악한 뒤 김일성 장군의 명성을 이용하기 위해 본명 대신 김일성 이름을 쓰기로 한 것을 알 수 있다.
해방 직후 평양에서도 동진공화국 소문과 함께 김일성 장군이 곧 귀국한다는 소문이 퍼졌다고 한다. 평양으로 온 김성주가 김영환(金英煥)이란 가명을 쓰며 잠행할 때 이런 것을 놓쳤을 리 없다. 또 만주와 소련에서 오래 생활한 그는 돌아올 유명한 김일성 장군이 없다는 것도 너무나 잘 알았을 것이다. 만주에는 그런 사람이 없고, 연해주에도 김광서(金光瑞, 1888-1942, 金擎天) 장군이나 홍범도 장군 외에 수많은 독립지사들이 소련의 탄압을 받아 1937년 무렵 처형되거나 중앙아시아로 끌려가고 없다는 것도 너무나 잘 알았으니 자신이 그 유명한 김일성 장군이라고 자칭해도 문제가 되지 않을 것으로 판단했을 것이다.
소련군 문서에는 1945년 10월 2일부터 그의 이름을 이전의 진지첸에서 김일성(Ким Ир Сен, Kim Ir-sen)으로 바꾸어 적기 시작했다.  그러나, 이 사실로 김일성이 가짜라고 단언하기는 힘들다. 왜냐하면, 그가 소련에서 진지첸(Цзин Жи Чен, 또는 Цзин Жичэн, Jing Zhichen)이라는 이름을 썼고, 원상항에 입북할 당시 김성주라는 성명을 썼다고 해서, 그가 30년대 항일 투쟁 시기에 김일성(金日成)이라는 가명을 쓰지 않았다는 것을 추론할 수 없기 때문이다. 이와 더불어, 그가 김일성이란 가명을 쓴 것과, 또는 쓰지 않았다는 것과는 무관하게, 그가 30년대의 항일 투쟁을 지도하던 그 김일성(金日成)이 맞는지, 아닌지에 관한 문제는 위의 논의로는 결론을 내릴 수가 없다. 추가적으로, 그가 소련에서 왜 진지첸이라는 가명을 썼는지, 그리고 원상항에서 입북할 당시엔 왜 김성주란 가명을 썼는지, 만약 이것이 30년대 항일 투쟁 시기에 '김일성(金日成)'이라는 가명을 쓴 것과 모순이 된다는 논리적인 근거가 없다면 김일성이 가짜라는 설이 사실이라고 보기 어렵다.

#### '진짜' 김일성 장군 추정
진짜 김일성 장군이 누구인가에 대해서는 풍문의 내용이 구구하여 실존인물 한 사람으로 단정하기는 어려우나, 일본 육사를 졸업했다거나, 백마를 타고 다녔다는 설이 많은 것으로 보아 일본 육사 기병과를 졸업한 김광서(金光瑞, 1888-1942, 金擎天) 장군이 전설의 원형일 가능성이 상당히 크다. 1946년경 편집된 것으로 추정되는 『고헌실기약초(固軒實記畧抄)』 에도 김경천(金擎天)은 김일성(金日成)의 초명(初名)이라 하였고, 그가 김일성의 이름으로 지은 박상진(朴尙鎭, 1884~1921) 의사의 죽음을 애도하는 시가 나온다. 1945년 12월에 간행된 김종범(金鍾範), 김동운(金東雲) 공저,  『해방전후(解放前後)의 조선진상(朝鮮眞相)』에도 북한 김일성은 김광서(金光瑞, 金擎天) 장군의 명의를 도용 중이라 한다고 했다.
김광서의 일본육사 3년 후배인 김준원(金埈元, 1888~1969)은 1918~1922년간 일본의 시베리아 출병(シベリア出兵) 때 일본군 중위로 시베리아에 파견되었는데, 당시 김광서가 김일성 장군으로 알려져 있었다는 증언을 남겼다.
윤치영(尹致暎, 1898~1996)도 북한 김일성은 가짜이고, 진짜 김일성은 일본 육사 나온 김광서(金光瑞, 1888-1942)라고 하였다. 김광서는 일본 육사 선배로 친하게 지내던 그의 형 윤치성(尹致晟, 1875~1936)을 자주 찾아왔기 때문에 윤치영도 어릴 때 그를 자주 보았다. 윤치성은 김광서가 독립운동하러 조선을 탈출할 때 재정 지원도 하였다고 한다. 김광서의 부친 김정우(金鼎禹, 1857~1908)는 육군 공병 참령(工兵 參領)으로, 윤치영의 백부인 군부대신(軍部大臣) 윤웅렬(尹雄烈, 1840~1911)의 부관(副官)을 지냈으므로 집안끼리도 잘 아는 사이였기 때문에 윤치영의 증언은 믿을만한 것이다.
일제시대 김일성 장군 전설의 시발점은 함경남도 단천(端川) 출신의 의병장 김일성(金一成, 본명 金昌希, 건국훈장 애국장 서훈) 장군으로 보기도 한다.

### 김일성 가짜설의 북한 김일성과 항일 전공 관련 논의
다음 내용은 이명영 교수의 『김일성 열전』에서 확인할 수 있는 내용이다.

#### 보천보 사건 주역 6사장 김일성 전사 보도

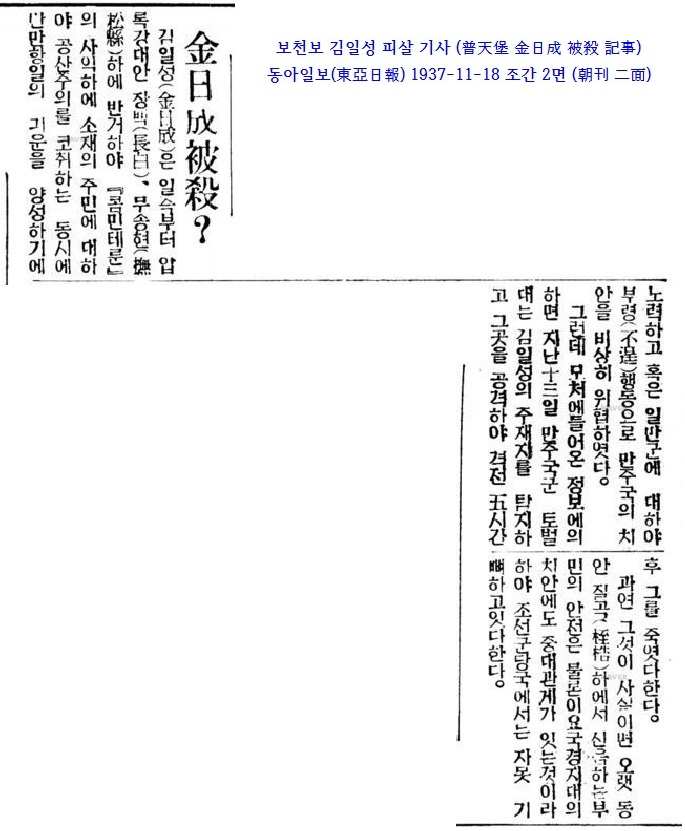
동아일보는 1937년 6월 5일자로 호외를 간행하여 보천보 사건을 보도하였지만, 같은 해 11월 18일에는 사건의 주역 6사장 김일성이 피살되었다는 보도도 했다. 김일성은 당시 36세로 함남출신이며, 모스크바 공산대학을 나온 인텔리로 1937년 11월 13일 전사하였다. 북한 김일성은 그 후 같은 이름을 쓰며 그 공을 가로챈 가짜이다.

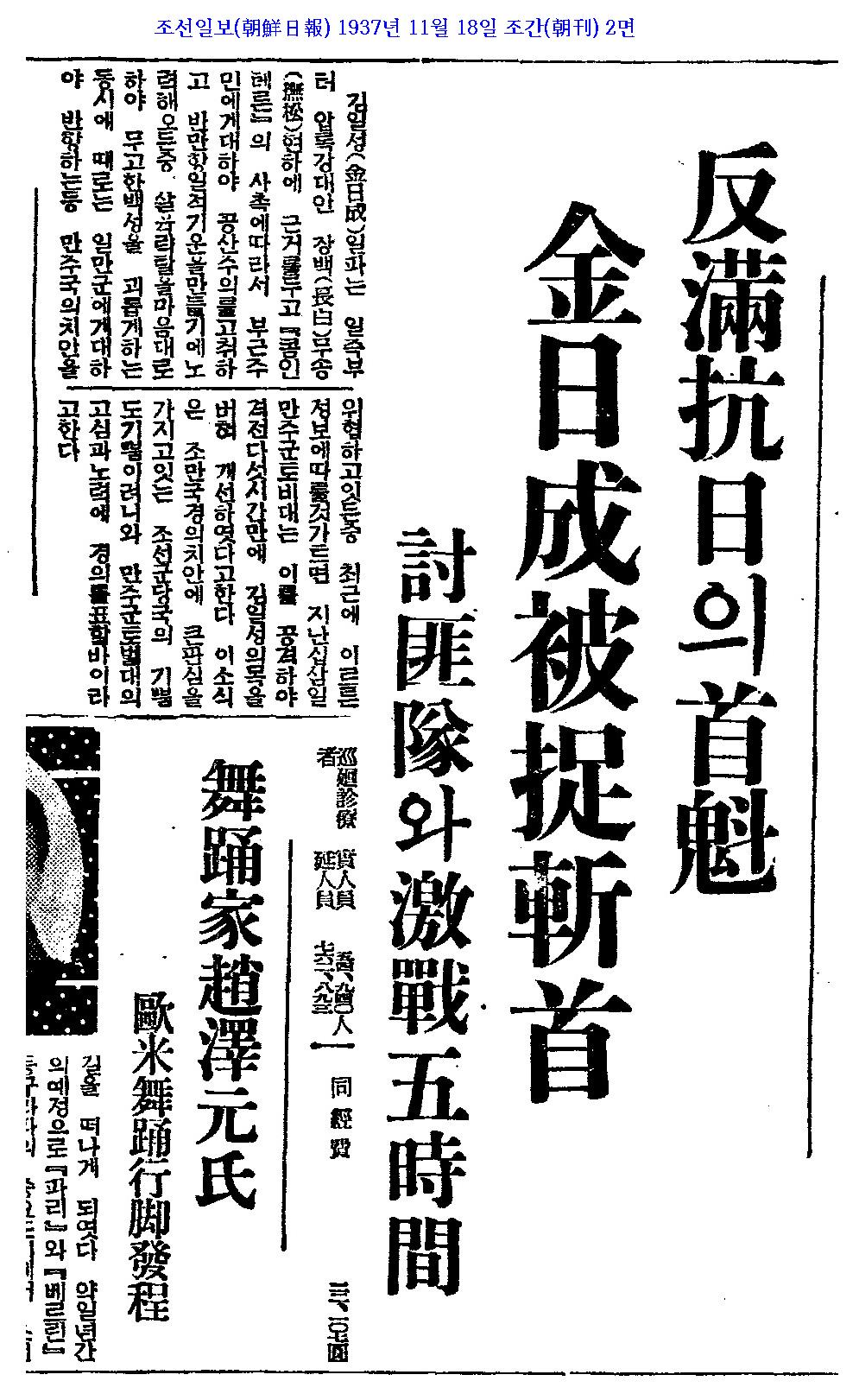
보천보 사건 주역 6사장 김일성이 1937년 11월 13일 사살되었다는 1937년 11월 18일자 조선일보 기사.

보천보 사건을 일으킨 6사장 김일성은 1937년 11월 13일 만주국군 제7단과의 전투에서 사살되었다는 것은 엄청나게 많은 당시 기록과 신문 기사로 확인할 수 있고, 신원도 당시 나이 36세 가량이며, 함경남도 태생으로 모스크바 공산대학을 나왔다고 하는 등 북한 김일성과 전혀 다르다. 1937년 6월 4일의 보천보 사건 이전에도 6사장 김일성의 신원이 어느 정도 알려져 있었는데, 1936년 11월 27일자 매일신보는 김일성의 나이가 37~8세 가량이며, 함경남도 혜산진 출신으로 해삼위(海蔘威, 블라디보스톡)에서 공산당의 지령을 받아 만주로 왔다고 했고, 만주국군 기관지 월간  『철심(鐵心)』 1937년 5월호에는 김일성이 30세 가량의 모스크바 공산대학 출신이라 하였다.
6사장 김일성의 신원(身元)과 전사에 관한 당시 기록들은 상당히 많으며, 이런 기록들로부터 6사장 김일성은 전사했을 뿐만 아니라, 신원도 북한 김일성과 전혀 다른 인물인 것을 확실히 알 수 있다.
이명영(李命英, 1928-2000)의 "김일성 열전(金日成 列傳)"에 나오는 혜산사건 (惠山事件) 수사 책임자나, 6사장 김일성을 사살한 당사자의 후일 증언도 위의 기록들이 명백한 사실임을 뒷받침한다. 당시 함남도경의 경부(警部)로 혜산사건 수사 책임자였던 이치하라 간이치(市原感一, 1896~?)는 1971년 2월의 증언에서 여자 대원으로 잡혔던 박록금(朴祿金, 1915-1940) 보관됨 2022-04-25 - 웨이백 머신이 김일성(金日成)의 나이가 36세, 본명은 김성주(金成柱), 모스크바 공산대학을 나왔고 만주사변 후에 소련에서 만주로 온 사람이란 것을 처음으로 진술했고, 이어서 권영벽(權永壁, 1909∼1945) 등 다른 사람들도 이를 확인해주었다고 하였다. 이치하라 간이치(市原感一) 경부는 혜산사건 수사의 공로로 총독부 경무국장의 표창을 받은 것이 당시 신문에서 확인되므로 그의 증언은 틀림없다고 볼 수 있다. 당시 함남도경이 작성한 수사기록인 신문조서(訊問調書)는 함흥법원에 남아 있었는데, 해방후 북한 소유가 되었다.
또 만주군 장교로 6사장 김일성 사살 작전에 직접 참가했던 야기 하루오(八木春雄, 1910-2002)는 1973년 여름의 증언에서 당시 일만군(日滿軍) 부대가 무송현(撫松縣) 양목정자(楊木頂子)에서 김일성 부대와 교전을 벌여 그를 사살하고, 시신의 목을 베어와 마을 사람들에게 신원을 확인한 결과 김일성이 틀림없었다고 증언하였다.
그러나, 당시 대다수 항일 운동가의 신원은 일본 정부에서 파악하기 매우 힘들었으며, 수많은 독립운동가들의 가짜 사망설이 상당히 많았다는 점에서 해당 보도가 김일성 사망의 근거가 되지는 않는다. 또한, 일부 인물의 증언, 특히 일본군 관계자의 증언의 신빙성을 보장할 수 없다는 점에서 학계에서 인정되지 않는다.

#### 북한 김일성이 보천보 사건 주역이 아니라는 증언들
북한 김일성이 6사장 김일성이 전사한 후부터 같은 이름을 쓰기 시작했다는 소련군 88여단 출신자들의 후일 증언도 다수 있다.  당시는 김성주가 최고 권력자가 되기 전이므로 빨치산 동료들이 그의 신상에 관해 자유롭게 이야기 할 수 있을 때라 그들은 비교적 사실에 가까운 말들을 들었을 것이다.

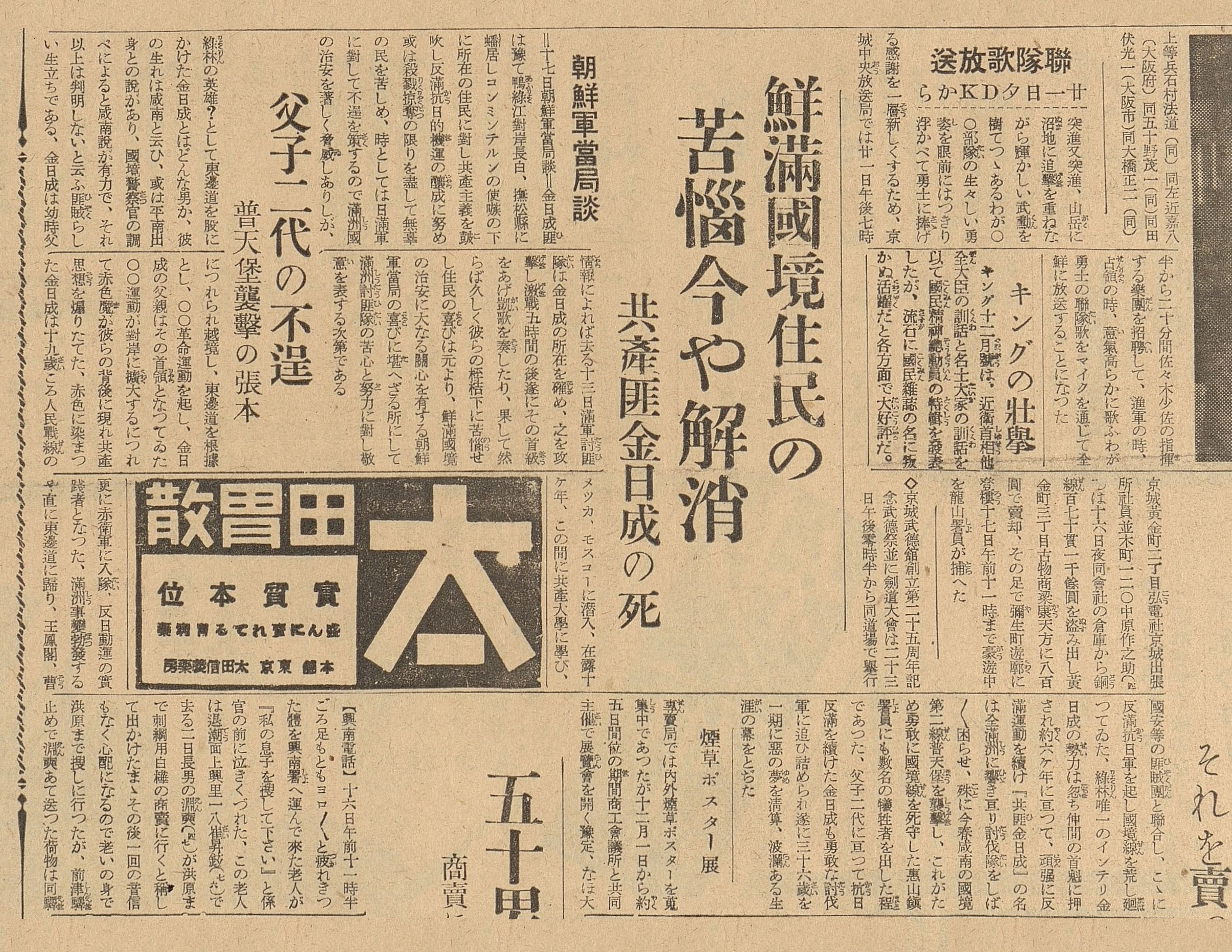
보천보 사건 주역 6사장 김일성이 1937년 11월 13일 사살되었다는 1937년 11월 18일자 경성일보 기사. 전사한 김일성은 함남 출신, 36세로 모스크바 공산대학을 나왔다고 하여 신원도 북한 김일성과 전혀 다르다. 같은 날 동아일보, 조선일보, 매일신보 등 주요 신문들이 모두 6사장 김일성의 전사를 보도했다.

- 88여단 시절 김일성 대대의 통역관이었 소련의 고려인 출신 유성철(兪成哲, 1917-1995)은 6.25 때 인민군 작전국장을 지냈는데, 보천보 사건의 김일성은 전사하고, 그후부터 김성주가 김일성 이름으로 활동하기 시작했다고 하였다.[31][32]

- 소련의 고려인으로 88여단 1대대장 김일성 아래 부대대장이었던 박성훈은 북한으로 오지 않고 소련군에 남았는데, 진지첸(북한 김일성)은 1939년 가을 일본군과의 전투에서 전사한 만주 빨치산 영웅 김일성의 이름을 자기 것으로 했다고 증언하였다. (1937년 가을에 전사한 보천보 김일성을 말하는 것이다.) 소련의 고려인으로 해방 후 북한에서 내무성 부상까지 지내다 1959년 소련으로 망명한 강상호(姜尙昊, 1910~2000)도 같은 증언을 하였다.[51]

- 평양 소련군정 당시 중좌로 김일성의 정치 상담역을 했던 그리고리 메클레르(Grigory Mekler, 1909~2006)는 1944년 88여단을 방문하여 여러 조선인들을 만났는데. 김일성의 이름은 전사한 존경받던 전임 게릴라 지도자의 이름에서 빌려왔다는 것을 알게 되었다고 하였다.[52]

- 만선일보 1940년 4월 18일자는 북한 김일성이 만주사변(1931년) 때 죽은 유명한 비수(匪首) 김일성(金日成)의 이름을 습명(襲名)하였다고 하였다.[28] 1931년에는 빨치산의 활동도 없었고, 유명한 비수(匪首) 김일성(金日成)도 보이지 않으므로 1937년에 전사한 보천보 김일성의 이름을 습명한 것을 지칭하는 것으로 보인다. 이 때문에 당시 사람들은 김성주를 죽은 유명한 비수 김일성으로 잘못 아는 경우도 많았다고 하였다. 이 기사가 보도된 때 김일성은 아직 만주에 있었고, 이 해 10월 23일에 소련으로 도망갔다.

또한 6사장 김일성이 전사했다거나 북한 김일성과는 다른 사람이라는 관련자들의 증언도 다수 있다.
- 박갑동(朴甲東, 1919~ )은 혜산사건으로 투옥되었다 해방 직후 풀려난 박달(朴達, 1910~1960)과 박금철(朴金喆, 1912~1967 ?)에게 평양에 나타난 김일성의 사진을 찍어다 보여 주었더니 보천보 사건의 김일성이 아니라 했다고 증언하였다.[53]
- 해방 직후 여운형의 비서였던 이기건(李奇建, 1919년 ~ ?)은 김일성에게 여운형의 밀서를 전하러 평양으로 가던 길에 우연히 김일성을 만나러 평양으로 가던 박금철과 동행하게 되어 박금철이 김일성을 처음 만나는 장면을 목도하는데, 서로 전혀 모르는 사람 같아서 둘 중 한 사람은 가짜로 보였다고 하였다.[54]

- 이진구(李鎭九, 1898~?) 목사(牧師)는 1941년 7월 함흥형무소에서 혜산사건으로 수감된 박달(朴達, 1910~1960)과 같은 감방에 있었는데, 그때 박달이 자기 나이는 31세, 김일성의 나이는 10년 위인 41세라고 했다고 증언했다. 김일성은 1901년생 쯤으로 전사 당시 신문에 보도된 나이와 거의 같다.[55]
- 해방 직후 만주 통화성(通化省) 일대의 한인(韓人) 사이에서 전사한 김일성(金日成)의 추도비(追悼碑) 건립을 위한 모금운동이 벌어진 일이 있었다고 당시 모금에 참여했던 이창훈(李昌勳)이 증언하였다. 보천보 김일성이 통화성 무송현(撫松縣) 양목정자(楊木頂子)에서 전사했다.[56]

6사장 보천보 김일성이 북한 김일성이 아니라는 또다른 증거로는 1932년 7월 중순의 일본 영사관 경찰 기록(日本領事館警察記錄)에 연길현 의란구구 유격대(延吉縣 依蘭溝區 遊擊隊)의 대원으로 30세인 왕청(汪淸)현의 김일선(金一善)이 나오고, 노두구 구유격대(老頭溝 區遊擊隊) 대원으로 왕덕태(王德泰,1907~1936)가 나온다. 이 유격대들이 통합해서 연길현 유격대로 되었다가 항일연군 2군으로 발전하는데, 왕덕태는 2군 군장이 된다. 2군 3사장(후에 6사장으로 개칭) 김일성도 김일선(金一善)이란 이름을 쓰기도 했다는 기록이 있으므로 이 사람은 의란구 구유격대 김일선이 분명하며, 나이가 1932년에 30세이면 1937년에 35세가 되므로 당시 언론에 보도된 보천보 김일성의 나이와 거의 같고, 북한 김일성과는 다른 사람인 것이 분명하다.
일만군(日滿軍)의 집중 토벌로 항일연군 1로군 초기 편제의 주요 지휘관들은 총사령겸 1군 군장 양정우만 살아남고, 부사령겸 2군 군장 왕덕태 및 휘하 6개사의 사장들은 모두 전사하거나 일본에 투항해 버렸으므로, 수많은 전사 기록이 있는 6사장 김일성만 혼자 살아남았을 가능성은 없다.

#### 6사장 김일성 전사 보도의 의의와 한계

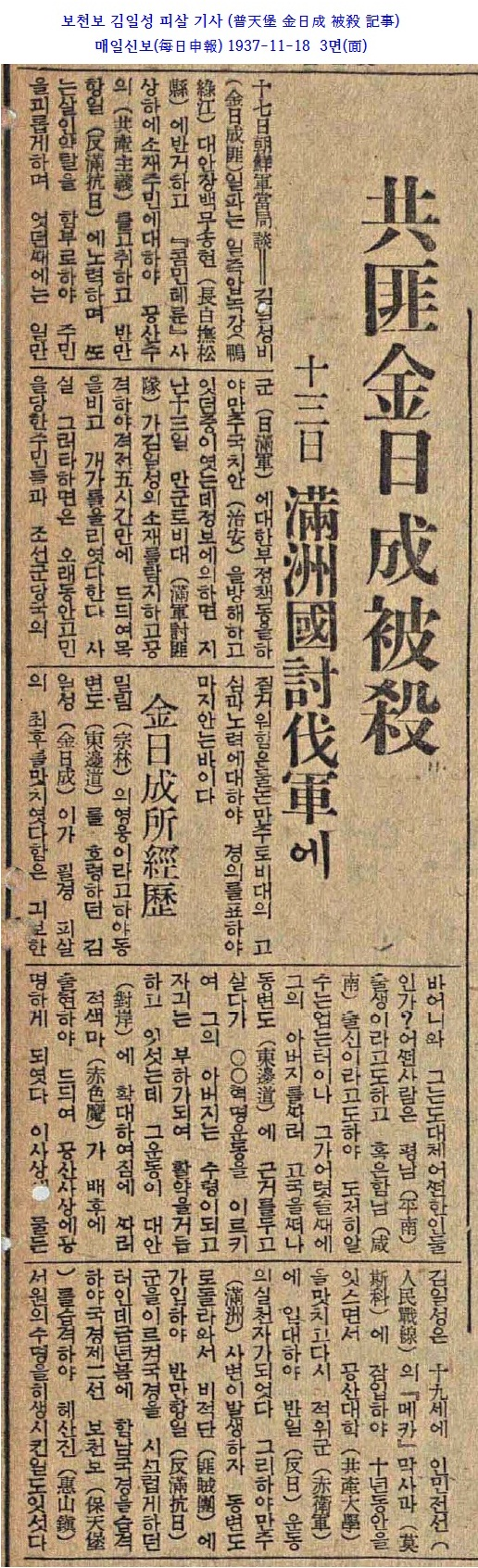
보천보 사건의 주역 6사장 김일성이 1937년 11월 13일 전사했다는 매일신보의 11월 18일자 기사

매일신보를 비롯해서, 한반도 내의 여러 언론에선 6사장 김일성이 전사했다고 보도했다. 이러한 보도는 당시 북경의 여러 언론에서도 보도했으며, 관련 자료가 존재한다. 하지만, 이 보도가 확실한 사실인지는 아직 확인을 하기 어렵다. 또한, 이러한 보도가 여러 차례 확인이 되었음에도 불구하고 6사장 김일성과 북한 김일성이 동일 인물이라고 주장할 수 있는 이유는 다음과 같다.
- 1939년 9월 1일자 사상휘보(思想彙報) 제20호의  함경남도 국경지대 사상정화공작 개황(咸鏡南道國境地帶思想淨化工作槪況)에는 6사장 김일성의 신원에 대해 나오는데,[59] 이는 북한 김일성의 신원과 동일하다.

[6사장] 김일성(金日成)의 신원(身元)에 대하여는 여러 설(說)이 있으나 본명(本名) 김성주(金成柱), 당 29세(當 29歲), 평안남도 대동군 고평면 남리(平安南道 大同郡 古坪面 南里) 출신(出身)으로 어릴 때 실부모(實父母)를 따라 간도(間島) 방면으로 이주하여 그 지방에서 성인(成人)이 되어 무장단(武裝團)에 투신(投身)한 한인(韓人)이라는 것이 가장 확실하며, 그의 실모(實母)는 생존해 있는 모양이다. ≪사상휘보(思想彙報) 제20호 (1939.09.01)  pp.8~9.≫

- 昭和19年(1944년) 11월 18일 일본제국의회(귀족원)에서의 질의응답을 기록한 문건 "朝鮮人ノ現在ノ動向ニ就テ"에 김일성(金日成)의 본명은 金成桂(주:金成柱의 誤記인듯), 나이 33세, 평안남도 대동군 고평면 출생이며 동북항일련군 제2군 제6사장으로 1937년 혜산사건 당시 조선으로 침입했다고 하였다.[60]
- 1941년 8월 28일자 함흥지법의 혜산사건 판결서 (惠山事件 判決書)에 6사장의 이름이 김성주(金成柱)로 나오는데[61], 이는 북한 김일성의 본명이다.

전사한 6사장 김일성의 본명이 김성주(金成柱)라는 것이 위 이치하라 간이치(市原感一, 1896~?)의 증언에도 나온다. 이명영은 『김일성 열전(金日成 列傳, 新文化社, 1974)』에서 북한 김일성의 본명은 원래 김성주(金聖柱)였으나 본명도 보천보 김일성을 따라 김성주(金成柱)로 조작했다고 주장한다. 북한 김일성의 본명이  金成柱/金聖柱 어느 쪽인지도 논란이 되나 일제시대 기록들에는 두 가지가 다 나오므로 판별하기가 쉽지 않다. 북한 김일성의 초등학교 학적부가 중국 장백현에 남아 있다고 하니 거기서 확인이 가능할 수 있으나 공개가 금지 되어 있다. 물론, 이러한 사실이 있음에도 불구하고 이러한 근거를 기반으로 6사장 김일성과 북한 김일성이 동일인이라는 결정적 증거가 되기는 어렵다. 하지만, 확실한 것은, 김일성 가짜설을 주장하는 학자들이 6사장 김일성 사망 보도를 낸 언론 기사문을 들어서 김일성이 가짜라고 주장하는 것도 오류일 확률이 크게 내포가 되어있다.
김일성(金日成)의 4촌형(從兄) 김성보(金成甫)를 검거했다는 특고월보(特高月報) 1940년 4월호 기사가 있는데, 북한 김일성에게는 4촌형이 없으므로, 본명이 김성주(金成柱)인 6사장 김일성의 4촌형으로 추정되기도 한다.
1937년 11월 6사장 김일성의 전사를 보도한 이후 국내 신문에는 1938년 1년간은 김일성에 대한 보도가 거의 없다가 1939년부터 1940년 여름까지 다시 김일성의 활동에 대한 보도가 나온다. 당시 항일연군 1로군은 수많은 병력과 지휘관을 잃고 편제를 개편하였는데, 북한 김일성은 제2방면군장이 되었다. 만선일보 1940년 4월 18일자 기사에는 김성주가 김일성(金日成) 이름을 습명(襲名)하여, 그를 죽은 유명한 비수 김일성으로 잘못 아는 사람이 많았다고 서술했다., 위의 기록들도 그런 경우에 해당한다. 1939년 당시 일제 경찰측은 북한 김일성의 지인들을 동원하여 귀순 공작을 벌이고 있을 때이므로 그의 신원은 정확히 파악하고 있었다. 추가적으로, 김일성 가짜설을 주장하는 학자들은 1939년 9월 사상휘보의 기록은 6사장 김일성에 대한 수사나 재판 기록도 아니고, 필자도 미상인 단순한 보고서에 불과하다고 주장한다. 그러나, 이를 단순 보고서로 치부한다면, 애초에 단순 보고서의 수준도 되지 못 하는 여러 언론의 보도 또한 신뢰하기가 힘들어진다. 따라서 김일성 가짜설은 일관된 근거와 논리를 갖고 주장하기엔 터무니가 없기에 학계에서 지배적인 설로 자리잡기 어려웠다.
이 외에 아래와 같은 사유들도 북한 김일성이 6사장이 맞다는 증거라고 한다.
- 1로군 부사령 위증민(魏拯民, 1909~1941)이 1940년 4월에 쓴 보고서에 전사한 간부들 명단이 나오지만 6사장 김일성이 전사했다는 말은 없으므로 그는 죽지 않았다.

- 북한 김일성이 1942년에 지은 "항일연군 제1로군 약사(抗聯 第一路軍 略史)"에 그가 6사장이었다고 나온다.

- 이상조 (李相朝, 1916~1996) 전 소련주재 북한대사는 1989년 내한 당시 김일성이 보천보 사건을 지휘한 당사자가 맞다고 증언하였다.[66]
- 허진(許眞, 1928~1997)도 저서 「김일성정전(金日成正傳)」에서 북한 김일성이 보천보 사건을 주도한 것이 맞다고 말한다.[67]

위 두사람은 88여단 출신자들과는 달리 해방 후에 김일성이 북한의 최고 권력자가 된 이후에 처음 알게 된 사람들이다. 유성철의 증언에 의하면 김일성은 1945년 9월 19일 원산항으로 입항할 때 빨치산 동료들에게 자신의 전력에 대한 함구령을 내렸다고 하였다. 이들은 아무도 공개적으로 김일성의 전력을 함부로 거론할 수 없게 된 후 정확한 정보를 접할 수 없었을 것으로 보인다.
- 김일성의 동생 김영주(金英柱, 1920~ )의 친구인 이용상은 김영주가 자기 형이 보천보 사건의 주역이 맞다고 했으므로 자신은 그 말을 믿는다고 했다[68].

그러나 김영주도 형이 자신이 보천보 사건을 주도했다고 했다면 그대로 믿었을 것이므로 이런 증언이 중요한 사안에 대한 판단 근거가 되기는 어렵다. 김영주가 했다는 이와 상반되는 증언도 있다.

#### 김일성 회고록 속의 가짜 증거
이명영의 주장에 따르면, 김일성 회고록 "세기와 더불어"의 내용 중에도 그가 보천보 사건 당사자 6사장 김일성(金日成)이 아니라는 증거가 다수 있다. 당사자라면 모를 수 없는 일을 엉터리로 기록하고 있기 때문이다.

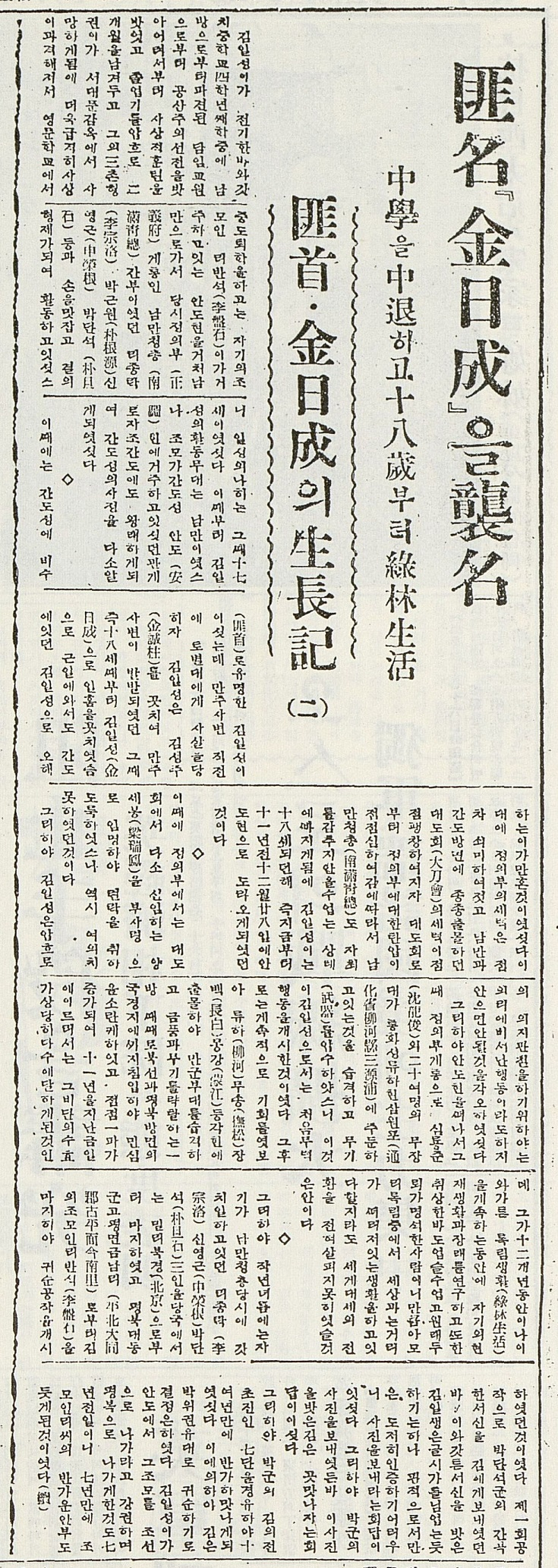
김성주(북한 김일성)가 죽은 유명한 비수(匪首) 김일성(金日成)의 이름을 물려받아 써서(襲名), 유명한 비수와 같은 사람으로 잘못 아는 사람이 많다는 1940년 4월 18일자 만선일보 기사

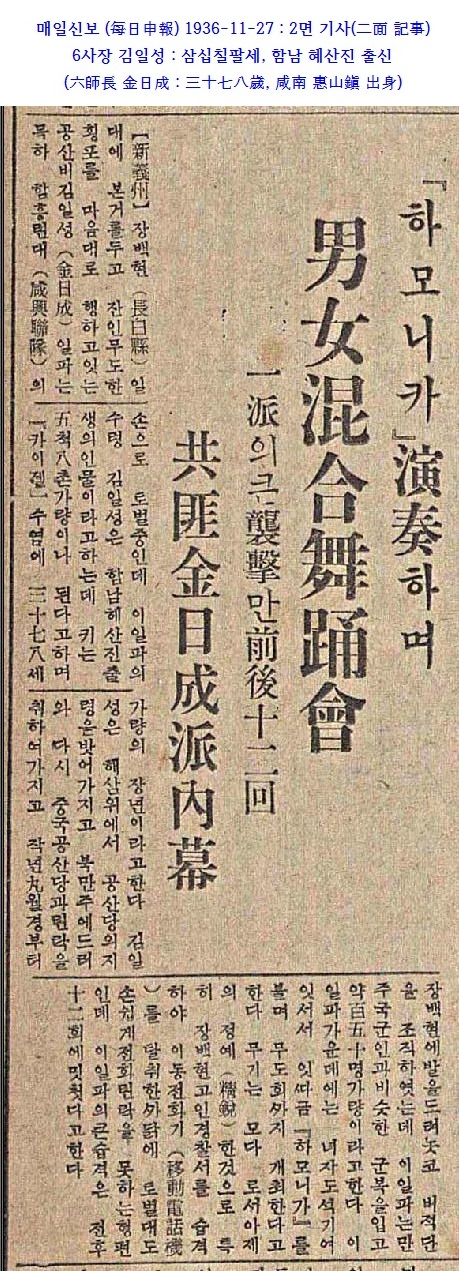
보천보 사건 주역 6사장 김일성은 37~8세 가량으로 함남 혜산진 출신이라는 1936년 11월 27일자 매일신보 기사. 북한 김일성은 당시 24세로 평남 대동군 출신이므로 전혀 다른 사람이다.

예를 들면 보천보 사건 직후인 1937년 6월 30일에 벌어진 소위 간삼봉 (間三峰) 전투에 관한 것이다. 일본측 기록이나 김일성 회고록이나 모두 이 전투는 항일연군 1군 2사(師), 2군 4사와  김일성이 지휘하는 2군 6사가 일본군과 벌인 것이라고 한 것은 동일하다. 그러나 회고록에는 당시 전투에 참여한 1군 2사장(師長) 조국안(曹國安, 1900~1937)이 그 전해인 1936년 11월 말에 죽었다고 하면서, 1937년 3월에 조아범(曹亞範, 1911~1940)이 후임 사장이 되었다고 했고, 일본군 측 지휘관은 김석원(金錫源,1893~1978) 소좌라고 하였는데, 이는 사실과 동떨어진 것이다. 북한 김일성이 당시 같이 전투를 벌인 동료 지휘관도, 맞서 싸운 상대도 누구인지 모른다면 그는 실제 전투를 수행한 6사장 김일성이 아닌 가짜일 수 밖에 없다. 2사장 조국안이 1936년에 죽고, 조아범이 그 후임 사장이 되었다는 것은 중국측의 2차 문헌들에 보이는 것으로 고증이 잘못된 것이다. 하지만 김일성 회고록은 당사자가 아니라서 자신의 기억에 없는 사안에 대해 중국측의 잘못된 고증을 무심코 따른 것으로 보인다. 그러나 동시에 조국안이 1937년에 죽었다는 근거도 정확치 않으며, 중국측 문헌이 무조건 사실이 아니라는 것이 아직 실증되지 않았다. 현재도 중국 내에서는 조국안이 1936년 말에 죽은 것으로 인정되고 있다.
일본측 기록에는 당시 전투 쌍방의 지휘관들이 자세히 나오는데, 항일연군측 지휘관은 김일성, 조국안, 최현이고, 일본군측 지휘관은 함흥 74연대에서 파견된 김인욱 소좌 외에 혜산진 수비대장 쿠리타 대위(栗田 大尉)이다.
보천보 사건을 전후하여 당시 국내 신문들은 1937년 봄부터 가을까지 김일성, 조국안, 최현 부대의 활동을 상당히 자주 보도하고 있다. 1937년 11월 18일자 신문들은 일제히 6사장 김일성의 전사를 보도했고, 1938년 2월에는 최현도 전사했다고 보도했으나(그러나, 그는 조선민주주의인민공화국에서 1980년대까지 살다 죽었으므로, 역시 이 보도에 대한 진실성도 논란이 된다), 조국안의 전사에 대한 보도는 없다. 다만 이후 조국안의 활동에 대한 보도도 끊어졌다. 조국안이 1937년 가을 무렵 전사했다는 것은 일본측 기록에 나온다. 또한 위증민(魏拯民, 1909~1941.03.08)이 1940년 4월 작성한 보고서에 의하면 조국안은 1937년에 죽고, 그의 후임사장은 조아범이 아니라 양준형(楊俊衡, 1910-1938)인데, 그도 1938년 전사했다고 하였다. 그러나 이 자료는 모두 일본측 보고 문서에 따른 것인데, 당시 기술로는 정확한 사망 시점을 파악할 수 있는 데에 한계가 있기에, 양측 기록이 사망 확인 시점에 따라 미묘하게 다를 수 있다. 따라서, 이러한 기록의 혼선만으로 회고록 《세기와 더불어》의 내용이 거짓이라는 게 증명되지는 않는다.
저우바오중의 동북항일유격일기 1936년 4월 3일자에 김일성이 2군 2사장(나중에 2군 6사장으로 개칭)이 되었고, 조아범은 2사(6사)의 정치위원이라고 나온다. 이로보아 조아범은 2군 소속으로 6사장 김일성보다 서열이 아래이다. 그가 소속 군을 옮겨 1군의 2사장이 되었을 가능성도 적고, 뒷받침하는 당시 기록도 보이지 않는다. 항일연군 1로군은 사장급 지휘관들이 모두 전사하거나 투항하여 1938년 7월 편제를 개편하여 제 1, 2, 3의 3개 방면군을 두기로 결정한다. 7월에 조아범이 제1방면군장이 되고, 11월에 김일성이 제2방면군장, 이듬해 진한장이 제3방면군장이 된다.
또한 간삼봉 전투에서 참가했던 일본군 지휘관은 당시 서울 용산연대(20사단 78연대) 소속이었던 김석원(金錫源,1893~1978)이 아니라, 그와 일본 육사 동기로 함흥연대(19사단 74연대) 소속이었던 김인욱(金仁旭, 1892- ?) 소좌였다. 이는 당시 신문 기사에서도 확인이 되며, 여러 사람들의 연구에 의해서도 잘 밝혀져 있다. 심지어는 해방 직후 북한에서 간행된 한재덕(韓載德)의 『김일성 장군 개선기(金日成 將軍 凱旋記)』에도 김인욱 소좌라고 나와 있다. 극작가 오영진(吳泳鎭, 1916-1974)은 처남의 장인이 김인욱이라 당시 일에 대해서 김인욱 본인의 말을 정확히 전해 들었던 사람이다. 해방 직후 평양에 있을 때 김일성과 몇 차례 만나 얘기를 나눌 기회가 있었는데, 당시 일에 대해서 이야기 하다 김일성이 김인욱 아닌 김석원이 당사자인 것처럼 말하는 것을 듣고, 그의 진실성을 의심하게 되었다고 한다.  오영진에 의하면 당시 6사장 김일성은 김인욱을 직접 만나 담판을 벌인 적도 있기 때문에 김석원으로 이름을 잘못 알 수가 없다고 했다. 김인욱은 평안남도 용강군(平安南道 龍岡郡) 출신으로 해방 전 예편하고, 고향에서 살다가 북한에 진주한 소련군에 끌려간 후 소식을 모른다고 한다. 김석원은 해방 전에는 북한 김일성과 아무런 관계가 없었고, 6.25 때 남침한 그의 군대와 맞서 전투를 벌인게 전부이다. 그럼에도 북한이 김석원이 간삼봉 전투 당사자라며 온갖 모욕적 언사를 동원해 비방하는 것은 김일성이 가짜라고 실토하는 것이다.
이 외에도 회고록에는 혜산 사건에 대해 언급하면서, 마동희 (馬東熙, 1912∼1938)가 검거되어 고문을 당하다 죽자 그 부친 마호룡이 아들의 시신을 인수해 운반하는 이야기가 나온다. 그러나 혜산 사건으로 3년 징역을 받은 사람 중에 마호룡(馬虎龍, 1910~?), 마청룡(馬靑龍, 1910~?)이 있고,  나이도 마동희와 거의 비슷하여 그의 부친이 될 수 없다. 동명이인이 되기에는 마씨나, 호룡이라는 이름이 너무 드물어 가능성도 지극히 희박하다. 당시 징역형을 받은 사람 중에는 마해원(馬海元)도 있는데, 드문 성인 마씨들이 상당수 있는 것으로 보아 같은 집안의 동년배 사람들로 보이며, 부자 관계는 아니다.
이명영은 김일성 회고록 등에서는 6사장 김일성을 자신(북한 김일성)이라고 속이고 있다고 주장한다. 그는 6사장 김일성의 활동 기간인 1936~1937년 중 북한 김일성의 실제 행적은 정확히 알 수 없다고 전한다. 만주 안도현의 치안대장으로 있던 이도선(李道善)이란 한인 간부가 북한 김일성의 동생 김영주(金英柱, 1920~ )를 체포한 적이 있는데, 김영주는 김일성(金日成) 부대에 있는 큰 형 김성주(金聖柱)를 따라 소년 대원으로 있다고 말했다는 증언이 있으므로, 그가 6사장 김일성 부대에 대원으로 있었을 가능성이 상당하다.

#### 제2방면군장 김일성에 대한 논란

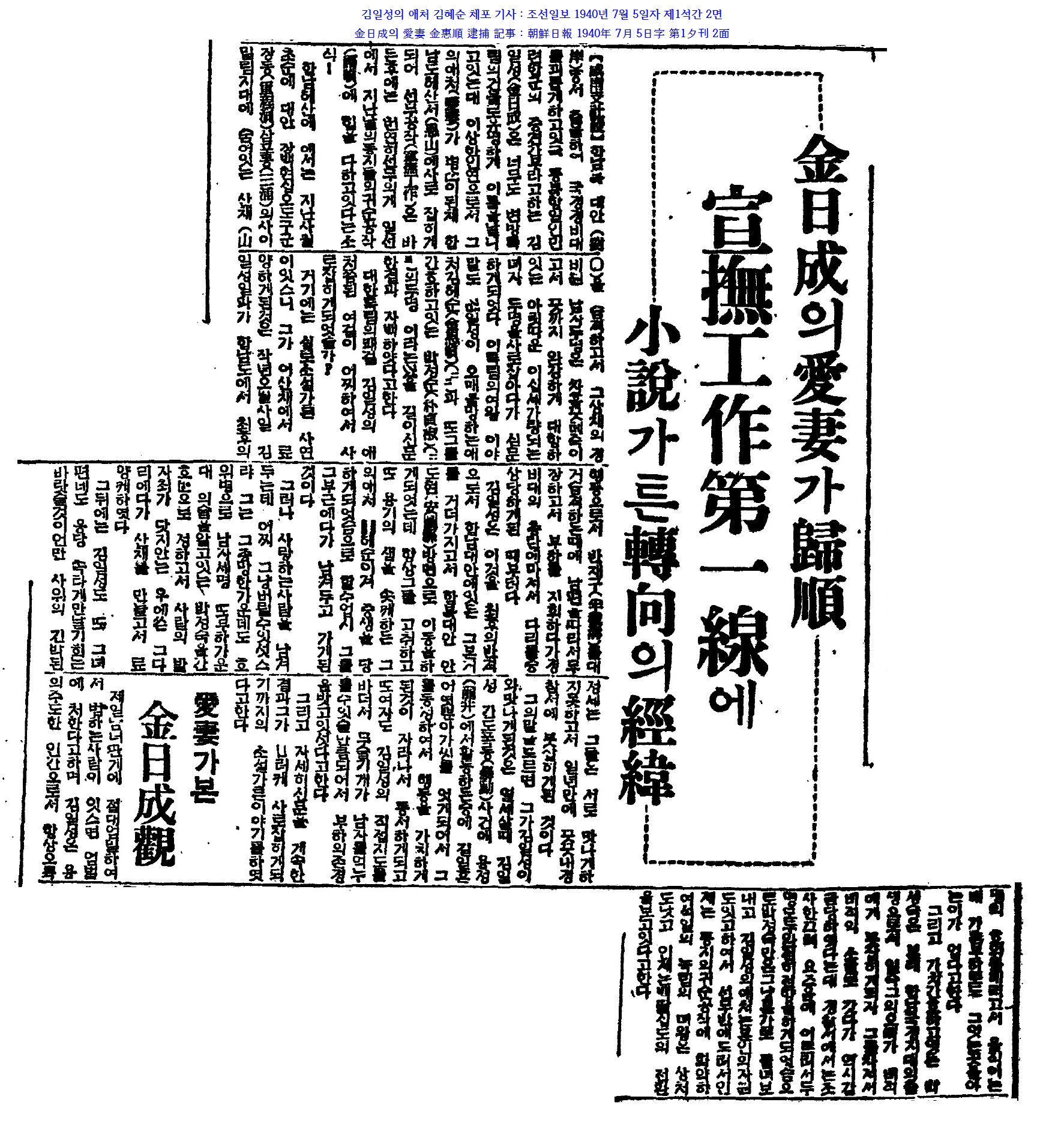
제2방면군장 김일성의 처 김혜순이 체포되어 전향했다는 1940년 7월 5일자 조선일보 기사. 제2방면군장 김일성이 북한 김일성과는 다른 사람이라는 증거라는 주장과, 김혜순은 북한 김일성의 김정숙 이전의 전처라는 설이 있으나 명확히 가려지지 않고 있다. 김혜순은 나가시마(長島玉次郞) 공작대에 의해 체포되었는데, 귀순 후 한 때 자신을 체포한 나가시마의 집에서 같이 살며, 나가시마의 처와도 친해졌다고 한다.

이명영은 제2방면 군장 김일성도 북한 김일성이 아닌 제3의 인물이라고 주장하였는데, 이점은 상당한 문제가 있다. 이명영이 제시한 근거는 노조에 쇼도쿠(野副昌德) 소장이 이끈 노조에(野副) 토벌대 산하 나가시마(長島玉次郞) 공작대가 토벌 작전 중 노획한 사진 속의 제2방면군장 김일성은 안경을 낀 심한 고도 근시로 북한 김일성으로 보기 어렵고, 1940년 7월 5일자 조선일보에 보도된 체포된 김일성의 처 김혜순(金惠順)에 대한 기사에 나오는 김일성도 북한 김일성으로 보기 어렵다는 점 등이다. 이런 문제점들은 지금도 논란이 무성하고 명쾌히 해명되지는 않는다. 하지만 새로 발굴된 많은 문서들에 나오는 1939~1940년간 활동한 제2방면군장 김일성은 북한 김일성이 맞다는 것을 충분히 입증하고 있는 것으로 보인다.
1940년 4월의 만선일보 기사와 김일성 귀순 공작을 벌였던 김창영의 1949년 반민특위 증언에 나오는 김일성은 북한 김일성임에 의심의 여지가 없고, 그의 지위도 사장(師長)급 정도로 나온다. 일본의 아시아역사자료센터에는 많은 노조에(野副) 토벌대 문서가 올라있는데, 제2방면군장 김일성의 신원을 명확히 적은 것은 보이지 않는다. 하지만 항일연군 1로군 조직표들 중 김일성의 나이가 1939년 표에는 28세, 1940년 표에는 29세 라고 적힌 것이 있는데, 이는 북한 김일성의 나이와 거의 같고, 당시 제2방면군장 김일성의 나이가 30대 중반이라는 이명영의 주장과는 다르다. 또 조직표에 나오는 제2방면군장 김일성 주변 인물들도 다수가 북한 김일성의 측근들이다.
일본군 측의 기록에 의하면 1940년말 소련으로 도주하여 토벌에 살아남은 1로군 최고위 생존자는 제2방면군장 김일성이다. 이명영은 김일성 열전(1974년)에서 이 김일성이 소련의 오케얀스카야 야영학교 교장을 지내다 1944~45년께 죽었다고 하였다. 그러나 그가 1974년에는 접할 수 없었던 공산권 붕괴후 공개된 만주 빨치산들을 수용한 소련군 88여단 관련 기록과 증언에는 그런 인물은 흔적도 보이지 않고, 소련으로 도주한 1로군 인물들 중 최고위 생존자는 북한 김일성이다. 그 덕택에 그는 1로군을 대표하는 인물로 인정받아 88여단에서 대위 계급으로 제1영(營)의 영장(營長)이 되었고, 1로군 출신으로 북한 김일성보다 상급자는 없다. 1로군 최고위 생존자가 일본측 기록과 소련, 중국의 기록에 모두 이름이 같은 김일성으로 나오므로 이는 동일인물이 분명하며 바로 북한 김일성이 되어야 한다. 제2방면 군장 김일성이 소련과 중국 기록에서 실체가 확인되지 않는 이명영이 말한 그런 인물이 되기는 어렵다.
일본군 토벌대가 작성한 최종 토벌성과(討伐成果) 기록에 포함된 1로군 조직표는 최고위 인물들인 1로군 비서처장(祕書處長) 전광(全光, 吳成崙), 경위려장(警衛旅長) 박득범(朴得範), 제2방면군 참모 임수산(林守山) 등이 귀순 또는 투항한 후에 작성된 것이므로 상당히 정확하다고 할 수 있다. 여기에는 북한 김일성의 수하인 오백룡(吳白龍), 박덕산(朴德山, 金一), 강위룡(姜胃龍) 등도 나오므로 북한 김일성도 어딘가에 이름이 반드시 나와야 한다. 만일 제2방면군장 김일성이 북한 김일성이 아니라면 그는 1로군 조직표에 이름도 못 올릴 정도로 존재감이 없는 인물이었어야 하는데, 소련으로 넘어가서 갑자기 1로군을 대표하는 인사가 되어 88여단 제1영 영장(營長)이 된다는 것은 불가능한 일이다.
북한 김일성이 입소 직후인 1941년 1월 ~ 3월 간에 열린 항일연군 병력의 소련군 수용 문제를 다루는 제2차 하바로프스크 회의에 1로군 대표로 참석했다는 사실도 그가 입소한 1로군 인물들 중 최고위급이었다는 증거이므로, 그가 제2방면군장이 맞다는 것은 별로 의심할 여지가 없다.
만주서 소련으로 월경한 1로군 인원 통계표에도 1940년 10월 23일에 입소한 북한 김일성 한 사람만 나온다. 만일 제2방면군장 김일성이 북한 김일성과 다른 사람이라면 월경한 1로군 중 최상급자인 그의 이름이 누락될 수 없다는 점도 두 사람이 동일인이라는 증거이다.
사상휘보 1939년 9월호와 같은 기록은 당시 북한 김일성이 전사한 6사장 김일성과 동일 인물로 오인될 정도로 항일연군 내에서 제2방면 군장과 같은 상당한 지위에 있었기 때문에 나온 것으로 볼 수 있다.
따라서 이명영이 최초에 제시한 의문점들이 해명되어야 할 필요는 여전히 남아있지만, 제2방면군장은 북한 김일성으로 보는 것이 타당할 것이다. 제2방면군장도 처음에는 김혜순의 남편인 고도 근시의 다른 김일성이 맡았다가 그가 어느 시점에서 전사한 후 북한 김일성이 이어받았다고 보면 문제점이 해소될 수는 있다. 하지만 이 경우에도 그러한 김일성이 전사했다는 기록이 전혀 없으므로 단지 하나의 가능성에 불과하다.
만주에서 2로군 총사령이었던 주보중(周保中)은 김일성의 직속 상관이 아닌 관계로 처벌 권한이 없어 1941년 3월 12일자로 1로군 총사령 대행 위증민(魏拯民)에게 김일성을 적절히 처벌할 것을 요청하는 편지를 발송하였으나, 위증민은 며칠 전인 3월 8일에 사망하였으므로 실효성이 없었다. 이런 일들도 북한 김일성이 당시 무명의 하급 전사가 아니라 상당한 위치에 있는 지휘관 즉 제2방면 군장이 맞다는 방증이다.

## 서대숙의 가짜설 평가
김일성 가짜설을 비판한 학자로는 서대숙이 유명하다. 그는 해방 당시 국내에서 김일성이란 이름이 유명했다는 것은 인정하나, 그런 유명한 인물은 실존하지 않고, 북한 김일성이 만주서 실제로 김일성이란 이름으로 항일 투쟁을 한 사람이 맞으므로 가짜가 될 수 없다고 했다.
서대숙: 김일성이란 이름은 유명했다. 김일성이 공식석상에 나타난 모습을 보고 모두 “가짜다” 라고 했다. 가짜가 될 수 없는 것이 우리나라의 유명한 그 김일성. 전설에 나오는 그런 김일성은 없다. 우리가 독립운동에 대해서 많이 연구를 했기 때문에 웬만한 사람들은 다 알고 있다. 그러나 김일성이란 전설적인 사람은 없다.

일단, 그의 말처럼 북한에서 김일성 우상화의 방편으로, 항일 업적을 부풀린 『세기와 더불어』에서도, 1920년대에 활동했던 '김일성'과 우상화의 주체인 북한의 김일성과 연관을 짓지 않는다. 더불어, 본명인 김성주라는 것을 밝히고 있으며, 실제로 다른 가명을 썼다는 내용도 나와 있다. 따라서, 그를 우상화하기 위해 저작된 선전물에도 북한 김일성은 애초에 1920년대의 김일성과 자신을 연관짓지 않는다. 『세기와 더불어』는 김일성의 항일 업적을 부풀리기 위한 의도가 명백히 있음에도 불구하고, 1920년대의 김일성과 연관을 짓지 않는다는 점을 보아, 처음부터 1920년대의 김일성을 카피하여 이름을 지었는지는 매우 불분명한 것이다.

## 참고 자료
- 이명영(李命英, 1928-2000), "김일성 열전(金日成列傳)", (新文化社, 1974)
- 이명영(李命英, 1928-2000), "권력(權力)의 역사(歷史)", (성균관대학교 출판부, 1985)
- 허동찬(許東粲), "김일성 평전(金日成 評傳) - 허구와 실상", (북한문제연구소, 1987)
- 허동찬(許東粲), "김일성 평전 [속](金日成 評傳 [續])", (북한문제연구소, 1988)
- 김준엽(金俊燁, 1920-2011), 김창순(金昌順, 1920-2007) 저, "한국공산주의운동사 (전5권)",  (청계연구소, 1987∼1988)
- 이종석, "현대 북한의 이해", (역사비평사, 1988)
- 서대숙 저, 서주석 역, "김일성", (청계연구소, 1989)
- 와다하루키(和田春樹) 저, 이종석 역, "김일성과 만주항일전쟁", (창작과비평사, 1992)
- 김일성 회고록 "세기와 더불어 (전 8권)", (평양, 조선로동당출판사, 1992~1998)
- 서재진, "김일성 항일무장투쟁의 신화화 연구", (통일연구원 연구총서 2006-11 / 2006-12-26)
- 서옥식, "북한 교과서 대해부: 역사 와 정치 사상 교육을 중심으로", (해맞이미디어, 2015)
- 김용삼, "김일성 신화의 진실 - 김성주, 진지첸, 김일센, 김일성으로 살았던 한 인간의 생애" (북앤피플, 2016)
- 유순호, "김일성 평전 (상권)", (지원출판사, 2017)